# Ізвестковий (Амурський район)
Ізвестко́вий (рос. Известковый) — селище у складі Амурського району Хабаровського краю, Росія. Входить до складу Падалинського сільського поселення.

## Населення
Населення — 1574 особи (2010; 1890 у 2002).
Національний склад (станом на 2002 рік):
- росіяни — 92 %